# Santa Susanna
Santa Susanna er en catalansk by i comarcaet Maresme i provinsen Barcelona i det nordøstlige Spanien. Byen har 4.023(2024) indbyggere og dækker et areal på 12,68 km². Den er beliggende mellem byerne Pineda de Mar og Malgrat de Mar, som ligger omkring tyve kilometer fra Mataró, hovedstaden i comarcaet. Santa Susanna betjenes af Rodalies de Catalunya, der bl.a. opererer mellem Barcelona og Maçanet-Massanes.